# Varudi raba
Varudi raba är en mosse i Estland. Den ligger i landskapet Lääne-Virumaa, i den centrala delen av landet, 100 km öster om huvudstaden Tallinn.